# Rivas Peaks
Die Rivas Peaks sind eine Reihe felsiger Berggipfel im westantarktischen Queen Elizabeth Land. In der Neptune Range der Pensacola Mountains ragen sie in westlicher Richtung über eine Länge von 3 km im südlichen Teil des Torbert Escarpment auf.
Der United States Geological Survey kartierte sie anhand eigener Vermessungen und Luftaufnahmen der United States Navy aus den Jahren von 1956 bis 1966. Das Advisory Committee on Antarctic Names benannte sie 1968 nach Merced G. Rivas (* 1925), Funker auf der Ellsworth-Station im antarktischen Winter 1958.